# Setophaga auduboni
La reinita de Audubon (Setophaga auduboni) es una especie de ave paseriforme de la familia Parulidae propia de Norteamérica. El nombre de la especie conmemora al ornitólogo, naturalista y pintor francés John James Audubon.

## Descripción
Mide entre 14 y 15 cm de largo, los machos pesan entre 10 y 16 g y las hembras entre 10 y 14 g. Tiene el dorso azul pizarra con parches amarillos en la corona, la garganta, el obispillo y los flancos. Tiene manchas blancas en la cola, y el pecho está veteado de negro. La hembra tiene un patrón similar, pero la parte posterior es de color marrón, al igual que las rayas en el pecho.

## Distribución
Se reproduce en gran parte del oeste de Canadá, el oeste de los Estados Unidos y en México. Es migratorio, pasando el invierno desde las partes meridionales del área de reproducción hasta el oeste de América Central. Se reproduce es una variedad de bosques de coníferas y mixtos.